# Terremotos de Herat de 2023
Los terremotos de Herat fueron cuatro movimientos sísmicos a las 11:11 y 11:42 hora local del sábado 7 de octubre de 2023, a las 05:11 hora local del miércoles 11 de octubre de 2023 y a las 08:06 hora local del domingo 15 de octubre de 2023, todos seguidos de varias réplicas; los cuatro tuvieron una magnitud de 6,3 y profundidades de 14 kilómetros, 8 kilómetros, 8 kilómetros y 9 kilómetros, respectivamente. Su epicentro fue localizado en la Provincia de Herat en Afganistán y, hasta el momento, se han producido graves daños en ciudades cercanas. También se han producido daños menores en Irán. La Organización Mundial de la Salud estimó 1480 decesos, 1950 heridos, 27 150 afectados, y 114 000 personas que requieren de ayuda humanitaria. Los terremotos del 11 y 15 de octubre causaron, en conjunto, 7 muertos y 331 heridos.
Este ha sido el terremoto más mortífero en Afganistán desde el terremoto de 1998.
Los terremotos azotaron Afganistán durante una crisis humanitaria en curso tras la toma del poder por los talibanes, y los grupos de ayuda existentes estaban experimentando una falta de fondo antes del desastre. Algunas agencias de ayuda, incluyendo UNICEF y la Cruz Roja, pidieron donaciones en respuesta a los terremotos.Muchas organizaciones internacionales y países participaron en los esfuerzos de rescate y socorro. Los hospitales quedaron desbordados por el número de heridos y por la falta de equipamiento adecuado.Miles más quedaron sin hogar a medida que el país entra en el invierno.

## Configuración tectónica

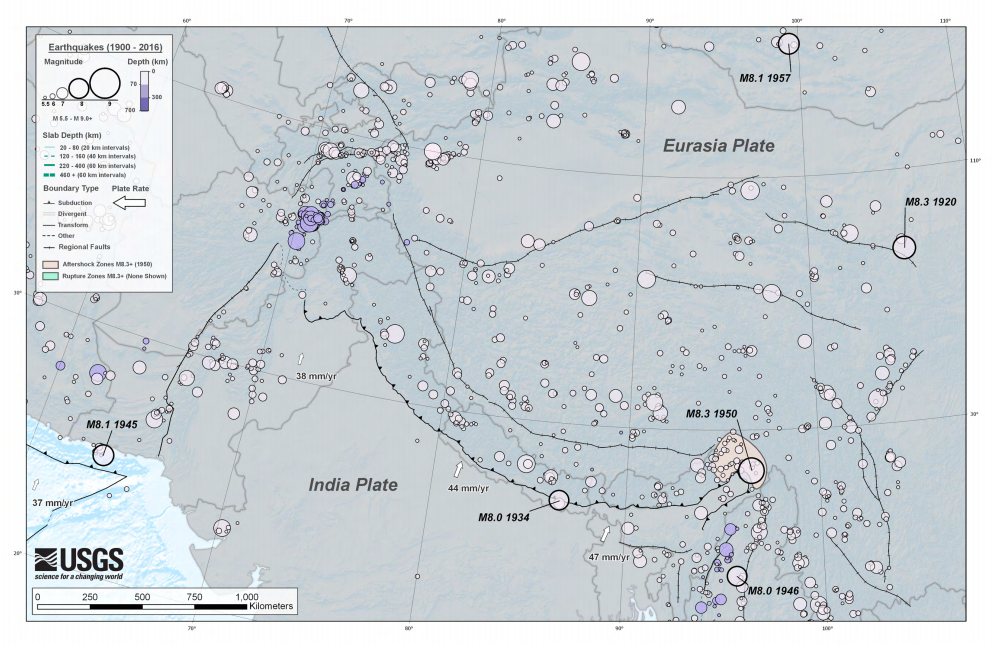
Mapa de límites de placas tectónicas de la región del sur de Asia.

Afganistán está situado dentro de la amplia y compleja zona de colisión entre la placa arábiga, la placa india y la placa euroasiática. La parte occidental del país se subdivide en la Plataforma del Norte de Afganistán al norte y una serie de terrenos acumulados al sur.
La Plataforma del Norte de Afganistán se ha mantenido relativamente estable tectónicamente desde la orogenia varisca durante el Paleozoico tardío, cuando pasó a formar parte de Eurasia. Al sur existe un collage de fragmentos continentales y arcos magmáticos que se han ido acrecentando progresivamente, particularmente en el período mesozoico. El límite entre estas dos áreas de la corteza terrestre es la principal falla de deslizamiento lateral derecho de Harirud (o Herat), que es mucho menos sísmicamente activa que la falla de Chaman que atraviesa el este del país. Al norte de la falla de Harirud, la casi paralela falla de Band-e Turkestan muestra signos de actividad reciente, también en sentido lateral derecho.

## Terremotos

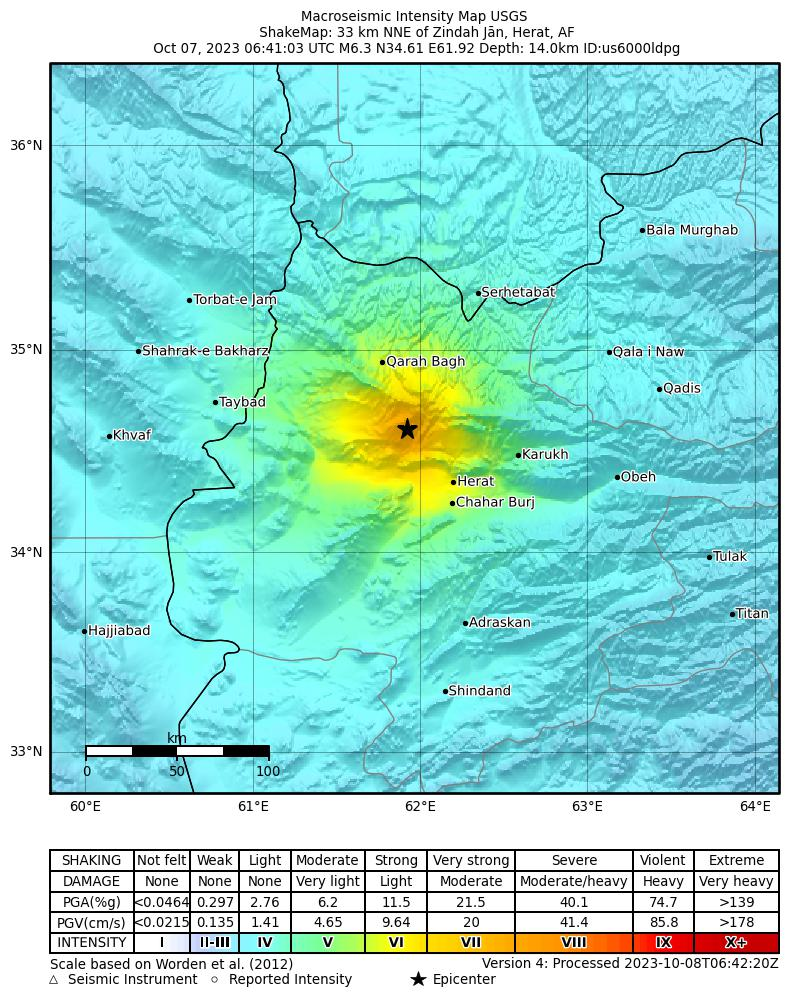
Mapa del fuerte movimiento del suelo por el terremoto del 7 de octubre.

El primer evento, con una magnitud de 6,3, se produjo a las 11:11 AFT (06:41 UTC). Ocho minutos más tarde, se produjo una réplica de magnitud 5,5 (con una intensidad máxima de Mercalli Modificado de VII). Otro evento de magnitud 6,3 se produjo a las 11:42 AFT (07:12 UTC), seguido de una réplica de magnitud 5,9. Ambos eventos y la réplica de Mw 5,9 tuvieron una intensidad máxima de Mercalli Modificado de VIII (Severo). Cuatro días después, el tercer evento, también de magnitud 6,3 se produjo a las 05:11 AFT (00:41 UTC), con una intensidad máxima de VIII (severo), al igual que los dos terremotos anteriores. Al menos, tres réplicas fueron percibidas tras el tercer evento: 5,0, 4,1 y 4,5. El tercer terremoto ocasionó, al menos, tres muertes y más de ciento sesenta heridos, y daños en cinco distritos de la provincia de Herat. Un cuarto terremoto, también de magnitud 6,3, azotó Herat el 15 de octubre, cuatro días después del tercer evento: a las 08:06 AFT (03:36 UTC), con una intensidad de VIII (severo); ocasionó, al menos, 4 muertos y más de 160 heridos. Veinte minutos más tarde, una réplica de magnitud 5,4 azotó la zona, alcanzando una intensidad máxima de VII (muy fuerte).  
El 28 de octubre de 2023, un evento de 5.0 Mww golpeó el área, con una intensidad máxima de VI (fuerte), según DYFI, causando varios heridos; seguida de una réplica de 4.8 Mb el día siguiente.
El Servicio Geológico de Estados Unidos dijo que estos terremotos fueron el resultado de fallas de empuje poco profundas. La solución del plano de falla indica una fuente de ruptura que se dirige de este a oeste con una inclinación norte o sur. La sismicidad de Afganistán se atribuye a las complejas y activas interacciones tectónicas entre las placas árabe, euroasiática e india. Dentro de los 250 km (160 millas) de los epicentros de los terremotos del 7 de octubre, ha habido siete terremotos de magnitud 6,0 o más con epicentros en Irán. Estos incluyen un terremoto de Mw 7,3 en mayo de 1997 y un terremoto de Mw 7,1 en 1979. En junio de 2022, el este de Afganistán se vio afectado por un terremoto que mató a más de 1000 personas.

## Daños y víctimas
Según el Ministerio de Desastres, hubo más de 2445 víctimas mortales. La Media Luna Roja Afgana informó de al menos 500 muertes. Más de 2000 personas resultaron heridas. Las Naciones Unidas registraron 1023 muertos, 1663 heridos y 516 desaparecidos en 11 aldeas del distrito de Zindajan. Todas las casas de estas aldeas quedaron totalmente destruidas. La organización también estimó que 11 585 personas resultaron afectadas por los terremotos. También se perdieron las comunicaciones telefónicas. Además de la destrucción en la provincia de Herat, también se informó de casas derrumbadas y heridos en las provincias vecinas de Badghis y Farah.
Más de 1320 casas resultaron dañadas o destruidas. Las casas construidas con barro constituyeron los asentamientos más afectados; Un residente de una de las zonas afectadas dijo que muchas casas se derrumbaron durante el primer terremoto. Un funcionario que representa a la Autoridad Nacional de Gestión de Desastres dijo que en varias aldeas con una población de 1000 habitantes, sólo 100 de un total estimado de 300 casas permanecían intactas.
Doce aldeas en el distrito de Zinda Jan y seis en el distrito de Ghorian fueron destruidas. La aldea de Nayeb Rafi fue completamente arrasada y casi el 80 por ciento de su población murió, lo que equivale a entre 1200 y 1300 residentes. Familias enteras, incluidas algunas de 30 miembros, quedaron atrapadas bajo el escombros. En el pueblo de Sarboland, decenas de casas fueron arrasadas y un residente dijo que al menos 30 personas murieron. Cientos de personas seguían atrapadas bajo los escombros derrumbados, afirmó un funcionario del gobierno el 8 de octubre.
Los minaretes de la época medieval en Herat también sufrieron daños. Los yesos de las paredes cayeron mientras partes de edificios se derrumbaban en la ciudad. En Irán, una persona resultó herida en Torbat-e Jam y se produjeron daños menores en viviendas en Taybad.
El terremoto del 11 de octubre mató a una persona e hirió al menos a 153. Muchas personas estaban viviendo en la intemperie debido a los daños causados en sus viviendas por los dos primeros terremotos cuando se produjo el tercer terremoto temprano en la mañana. La oficina del gobernador de Herat dijo que varios distritos vecinos que fueron gravemente afectados por terremotos anteriores habían experimentado "enormes pérdidas" tras el terremoto del 11 de octubre. Este terremoto destruyó las 700 casas de Chahak, una aldea que no había sido dañada por los terremotos anteriores. La carretera Herat-Torghundi quedó bloqueada por un deslizamiento de tierra. En Herat, los daños fueron limitados; Los ladrillos del castillo de Akhtaruddin se derrumbaron y partes de sus muros se fracturaron. Varios minaretes también se derrumbaron. Partes del tejado de la Gran Mezquita de Herat cayeron y esparcieron escombros por el suelo; la Ciudadela de Herat también resultó dañada.
El terremoto del 15 de octubre causó cuatro muertos, 160 heridos y daños adicionales en los distritos orientales de la ciudad de Herat. Varias aldeas quedaron completamente destruidas y se produjeron cortes de energía en la mayor parte de la provincia de Herat. Dos personas también resultaron heridas en Torbat-e Jam, Irán.

## Búsqueda y rescate

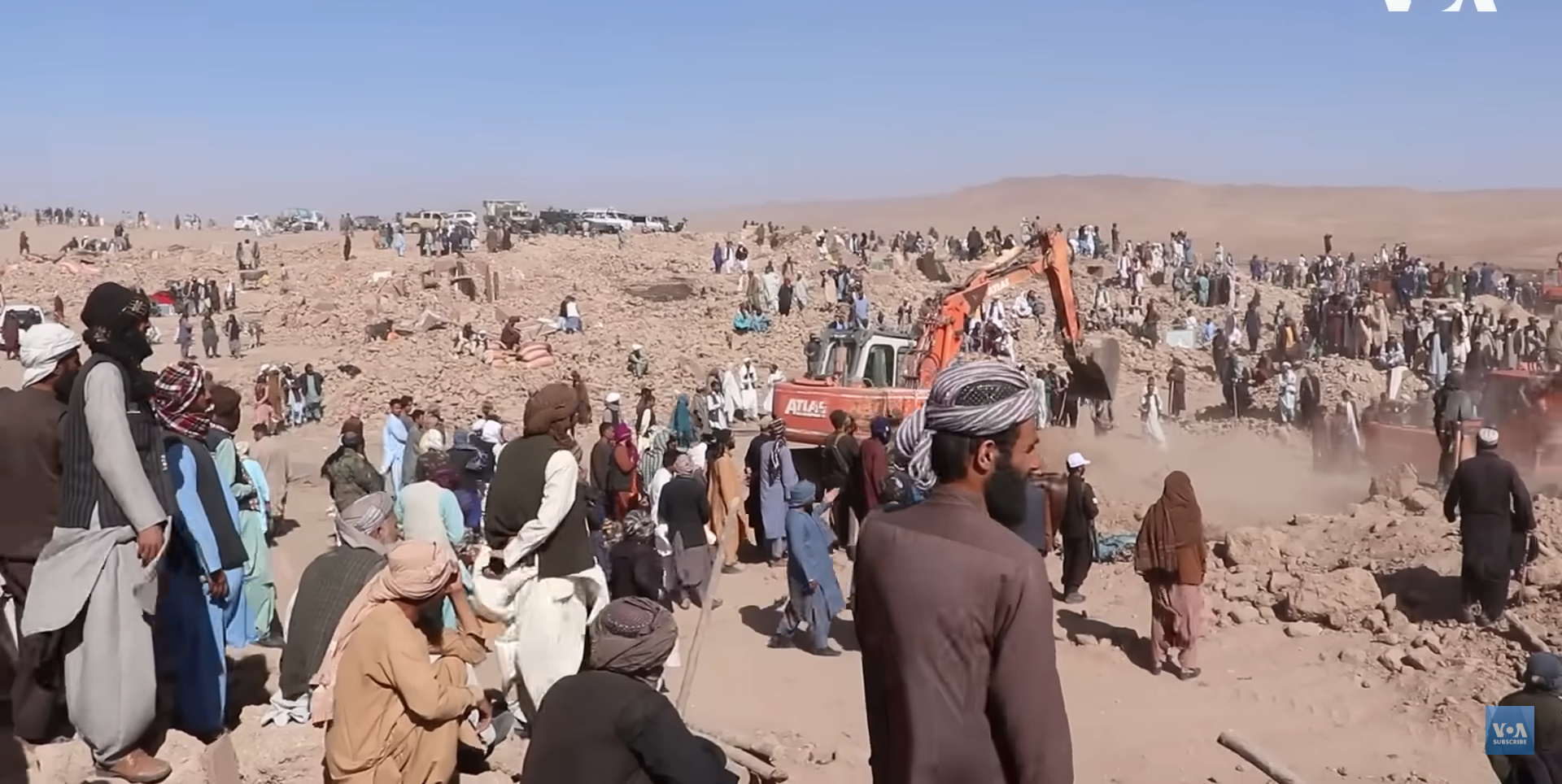
Esfuerzos de rescate en una aldea devastada, provincia de Herat.

Los terremotos ocurrieron en un momento en que la región luchaba por hacer frente a múltiples crisis, como los desplazamientos causados por décadas de guerra, una sequía de años y una enorme reducción de la ayuda exterior desde la toma de poder de los talibanes en 2021.
La Organización Mundial de la Salud envió 12 ambulancias al distrito de Zinda Jan para transportar a las víctimas a los hospitales.[42] Las Naciones Unidas enviaron cuatro ambulancias con médicos y consejeros de apoyo psicosocial a un hospital. Associated Press informó el 9 de octubre que se esperaba que tres equipos sanitarios móviles estuvieran en el distrito de Zinda Jan. Médicos Sin Fronteras instaló cinco tiendas de campaña médicas diseñadas para atender a 80 pacientes en el Hospital Regional de Herat. Siete equipos de la Media Luna Roja Afgana participaron en las tareas de rescate, mientras que se esperaba que llegaran más equipos de otras ocho provincias. Un portavoz de la organización dijo que las personas que se quedaron sin hogar residían en un refugio temporal. La organización también proporcionó lonas, recipientes para almacenar agua, electrodomésticos de cocina, mantas y muchos otros artículos de primera necesidad. UNICEF envió a la zona 10 000 kits de higiene, 5000 kits familiares, 1500 conjuntos de ropa y mantas de invierno, 1000 lonas impermeables y artículos domésticos básicos.
El director nacional de World Vision Afganistán dijo el 9 de octubre que "la situación es peor de lo que imaginábamos", añadiendo que la gente todavía intentaba rescatar con las manos a los atrapados bajo los escombros. Los cortes de comunicación y las carreteras bloqueadas obstaculizaron las misiones de rescate. En las aldeas afectadas, los residentes utilizaron palas y sus propias manos para rescatar a los supervivientes bajo los escombros. Un portavoz de la policía afgana dijo el 8 de octubre que las personas afectadas necesitaban comida y refugio. En las misiones de rescate también participó personal del ejército y organizaciones sin ánimo de lucro como la Media Luna Roja. El Programa Mundial de Alimentos dijo que sus trabajadores estaban distribuyendo paquetes de alimentos. Se prepararon paquetes de alimentos para 20 000 personas; cada paquete es suficiente para sustentar a una familia de siete personas durante un mes. La organización también se estaba preparando para proporcionar apoyo alimentario a hasta 70 000 personas. El atleta Rashid Khan prometió sus honorarios de la Copa Mundial de Cricket para ayudar a las víctimas del terremoto y anunció que se establecería una campaña de recaudación de fondos.
Abdul Ghani Baradar, vice primer ministro de asuntos económicos de los talibanes, expresó sus condolencias a las víctimas del terremoto. Los talibanes pidieron ayuda públicamente. En una conferencia de prensa celebrada el 8 de octubre, los talibanes dijeron que necesitaban el apoyo de todas las organizaciones internas e internacionales. Un funcionario del departamento de salud provincial dijo que más de 200 cadáveres fueron transportados a hospitales y que muchos de los muertos eran mujeres y niños. El principal hospital de Herat se preparó para la gran afluencia de víctimas colocando camas en el exterior. En el Hospital de Herat, un trabajador sanitario dijo que cada minuto llegaban furgonetas con cadáveres. Muchos trabajadores sanitarios del hospital estaban abrumados por el número de heridos y la morgue había sido invadida. La oficina del gobernador talibán en Kandahar dijo que 10 equipos, incluidos 37 médicos y enfermeras, fueron enviados a la provincia de Herat. El director de salud pública de Kandahar dijo que los equipos también transportaban 2 toneladas de medicamentos.
Alrededor de 2100 personas desplazadas huyeron a Herat. Muchos hospitales de Herat se vieron abrumados por los pacientes. En el Hospital Regional de Herat había equipos de apoyo de Médicos Sin Fronteras. Aunque la mayoría de los pacientes no sufrieron lesiones que pusieran en peligro sus vidas, muchos permanecieron en el hospital porque sus hogares eran inhabitables.
El 10 de octubre, aproximadamente 72 horas después de los dos primeros terremotos, los esfuerzos de rescate habían disminuido. Sin embargo, los equipos de rescate y socorro volvieron a estar activos tras el tercer terremoto del 11 de octubre. Los equipos de salud trasladaron a varios de los heridos a un hospital.

## Consecuencias y recuperación
Se realizaron funerales masivos en las aldeas afectadas. Trescientas personas recibieron un funeral y entierro masivo en Siah Ab. Se habían desplegado más de 35 equipos de rescate de organizaciones militares y sin fines de lucro.
Abdul Ghani Baradar, vice primer ministro de Asuntos Económicos de Afganistán, visitó la zona afectada y se reunió con lugareños, funcionarios y trabajadores sanitarios. Durante la visita, también anunció que los talibanes construirían nuevas casas para los supervivientes. Muchos miles de personas se quedaron sin hogar debido a las bajas temperaturas cuando el país entraba en la temporada invernal. Médicos Sin Fronteras declaró que más de 340 personas fueron dadas de alta de un hospital pero se negaron a irse porque no tenían hogar.

## Reacciones internacionales
Los talibanes pidieron ayuda públicamente; en una conferencia de prensa celebrada el 8 de octubre, dijeron que se necesitaba el apoyo de todas las organizaciones internacionales e internas. Además de muchos países que ofrecen ayuda, muchas organizaciones internacionales también contribuyeron a la respuesta humanitaria. La Federación Internacional de Sociedades de la Cruz Roja y de la Media Luna Roja solicitó asistencia inmediata y dijo que el 12 de octubre sólo se había recaudado el 36 por ciento de su llamamiento de 132,64 millones de dólares. UNICEF también organizó una recaudación de fondos por separado por valor de 20 millones de dólares.
- Australia: Australia prometió 1 millón de dólares australianos en ayuda al Fondo Humanitario de Afganistán.
- Bélgica: La ministra de Asuntos Exteriores, Hadja Lahbib, afirmó que el país estaba monitoreando la situación y afirmó que sus pensamientos estaban "con las familias y los seres queridos de las víctimas del trágico terremoto".[27]
- Canadá: La ministra de Asuntos Exteriores, Mélanie Joly, dijo que sus pensamientos estaban con los afganos y añadió que "Canadá está dispuesta a apoyar al pueblo afgano". El ministro de Desarrollo Internacional, Ahmed Hussen, también indicó que el país estaba siguiendo de cerca la situación.[28]
- China: El embajador chino en Afganistán, Zhao Xing, anunció que su gobierno y sus instituciones benéficas estaban dispuestos a brindar todo tipo de ayuda. La Cruz Roja China ofreció 200 000 dólares en ayuda.
- Corea del Sur: Corea del Sur aportó US$ 1 millón de dólares en ayuda.[29]
- Emiratos Árabes Unidos: El Ministerio de Asuntos Exteriores dijo que 22 aviones entregaron paquetes de alimentos, 500 tiendas de campaña y 140 paquetes de ayuda.[30]
- Estados Unidos: El secretario de Estado, Antony Blinken, anunció que Estados Unidos estaba "siguiendo atentamente el impacto del terremoto" y añadió que sus socios humanitarios estaban "respondiendo con ayuda urgente en apoyo del pueblo de Afganistán".
- Irán: El ministro de Asuntos Exteriores iraní, Hossein Amir, prometió ayuda humanitaria a Afganistán en una llamada telefónica con el ministro de Asuntos Exteriores en funciones afgano, Amir Khan Muttaqi. Los equipos de rescate de Irán llegaron con equipos avanzados y completos para acelerar la entrega de ayuda. Se enviaron diez equipos, incluidos 50 socorristas y 500 tiendas de campaña, 1000 moquetas, 4000 mantas, 500 platos y 500 paquetes de alimentos, junto con equipo de búsqueda.
- Japón: El Ministerio de Asuntos Exteriores emitió un comunicado diciendo que estaba proporcionando 3 millones de dólares a organizaciones internacionales. Las organizaciones no gubernamentales japonesas también recibirían 1,46 millones de dólares para proporcionar alimentos, salud y otras necesidades.[31]
- Kazajistán: El Presidente Kassym-Jomart Tokayev anunció la entrega de asistencia humanitaria, incluidos alimentos, tiendas de campaña, medicinas, ropa y otros artículos necesarios, así como el despliegue de personal de rescate y perros en Afganistán. Se envió un total de 1659 toneladas de ayuda humanitaria. LLP "SK Pharmacy" asignó medicamentos para su envío. Cuarenta y cinco empleados del Ministerio de Situaciones de Emergencia fueron enviados a la provincia de Herat para realizar operaciones de búsqueda y salvamento.
- Kosovo: La presidenta Vjosa Osmani expresó sus condolencias a las víctimas del terremoto.
- Pakistán: La Autoridad Nacional de Gestión de Desastres hizo preparativos para suministrar artículos de socorro esenciales. Pakistán envió un equipo médico, un hospital de campaña, 50 tiendas de campaña, medicinas y 500 mantas a la región afectada por el terremoto a "solicitud específica" del gobierno afgano. Funcionarios de alto rango del organismo también discutieron la situación con el embajador de Pakistán en Afganistán, Ubaid Ur Rehman Nizamani, y otro personal del departamento.
- Singapur: La Cruz Roja de Singapur prometió 50 000 dólares estadounidenses para apoyar el esfuerzo humanitario.
- Tayikistán: Tayikistán aportó US$ 1,5 millones de dólares.[32]
- Turkmenistán: Se donaron equipos médicos, ropa y alimentos a una organización benéfica.
- Turquía: El Ministerio de Relaciones Exteriores expresó sus condolencias al pueblo de Afganistán y expresó su solidaridad por la recuperación de los heridos. El Ministerio de Defensa Nacional anunció que un avión que transportaba materiales y equipos de socorro de emergencia de la AFAD había despegado de la base aérea de Murted con destino a Afganistán.
- Unión Europea: La Unión Europea aprobó un paquete de ayuda de 3,5 millones de euros.
- Uzbekistán: Uzbekistán envió 100 toneladas de ayuda humanitaria.[33]